# Rue Claude-Chahu
La rue Claude-Chahu est une voie du 16e arrondissement de Paris, en France.

## Situation et accès
La rue Claude-Chahu est une voie publique située dans le 16e arrondissement de Paris. Elle débute au 16, rue de Passy et se termine au 7, rue Gavarni.

## Origine du nom
Elle porte le nom de Claude Chahu, seigneur de Passy, trésorier général des Finances, mort en 1670. Chrestienne de Heurles, sa veuve, fonda en 1672 la paroisse de Passy, démembrée de celle d'Auteuil.

## Historique

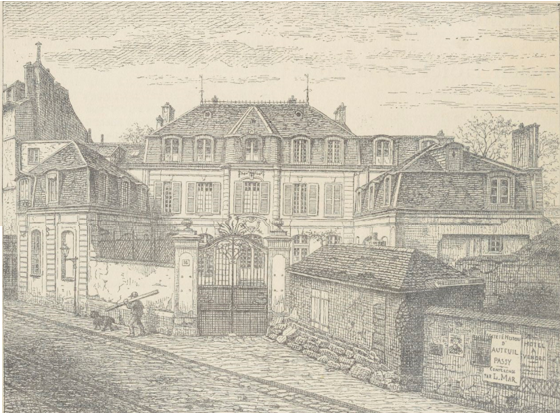
Ancien hôtel de la Folie.

Cette voie est ouverte en 1891 à l'emplacement de l'hôtel de la Folie, démoli en 1890, qui avait été loué par Louis XV à partir de 1761 pour l'une de ses maîtresses, Anne Couppier de Romans, mère de Louis-Aimé de Bourbon, seul enfant illégitime reconnu du roi, et sur le jardin de cet ancien hôtel particulier. 
La rue prend sa dénomination actuelle en vertu d'un arrêté du 28 décembre 1894. Elle est classée dans la voirie parisienne par un décret du 20 décembre 1901.
Le 11 décembre 2013, Kate Barry tombe, côté cour, du 4e étage de son appartement, 5 rue Claude-Chahu, ce qui entraîne sa mort. Elle est enterrée au cimetière du Montparnasse, à Paris.

## Bâtiments remarquables et lieux de mémoire

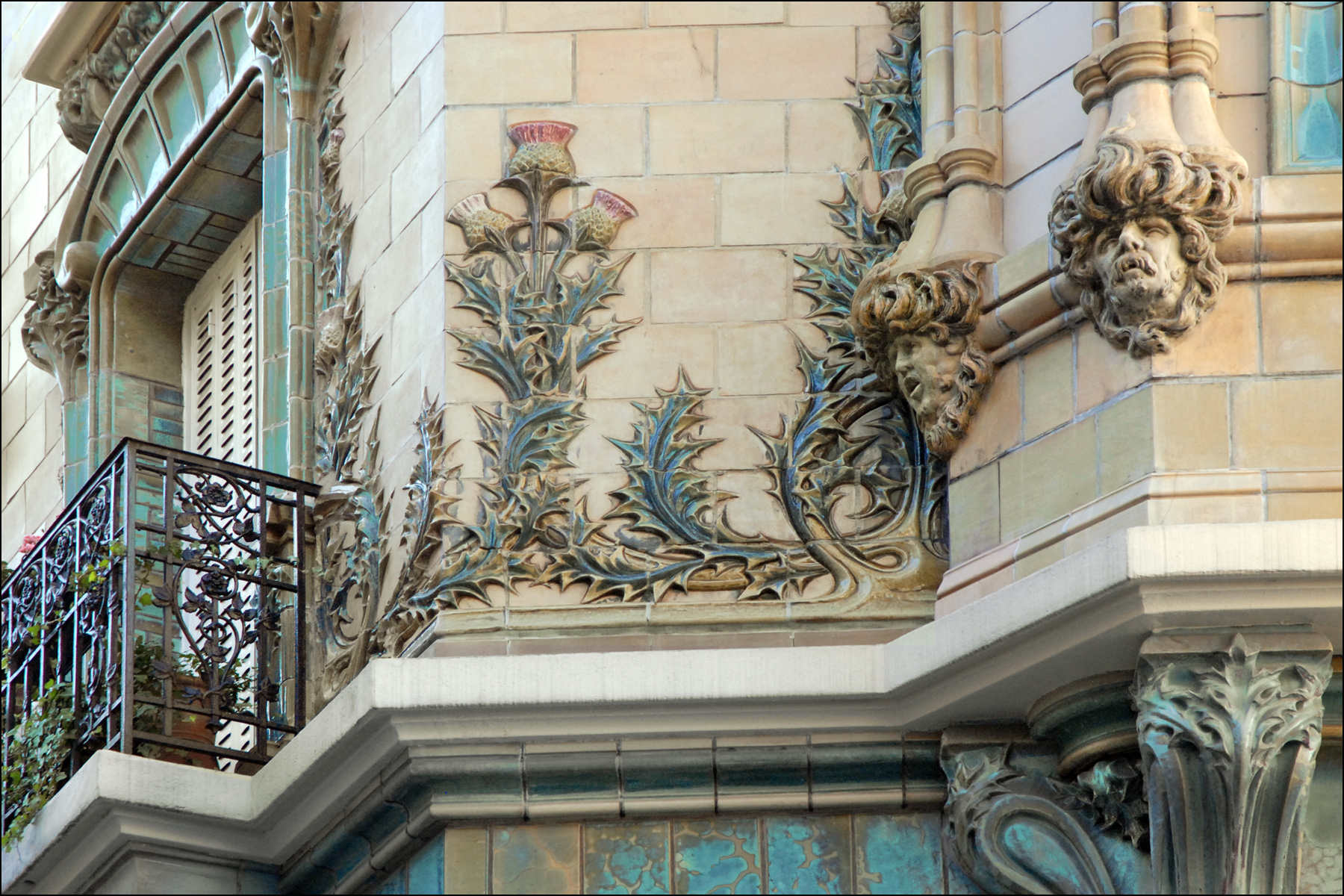
Immeuble Les Chardons (détail).

- No 5 : Kate Barry y habita et y est décédée.
- No 9 : immeuble Les Chardons (1903).